# Cebrennus wagae
Cebrennus wagae is een spinnensoort in de taxonomische indeling van de jachtkrabspinnen (Sparassidae).
Het dier behoort tot het geslacht Cebrennus. De wetenschappelijke naam van de soort werd voor het eerst geldig gepubliceerd in 1874 door Eugène Simon.